# Rinder
Die Rinder (Bovini) sind eine Gattungsgruppe der Hornträger (Bovidae). Es sind große und stämmige Tiere, von denen einige Arten als Nutztiere eine wichtige Rolle spielen, allen voran das Hausrind. Manche Rinderarten werden auch „Büffel“ genannt; dies ist eine willkürliche Bezeichnung, die keine systematische Relevanz hat.

## Merkmale

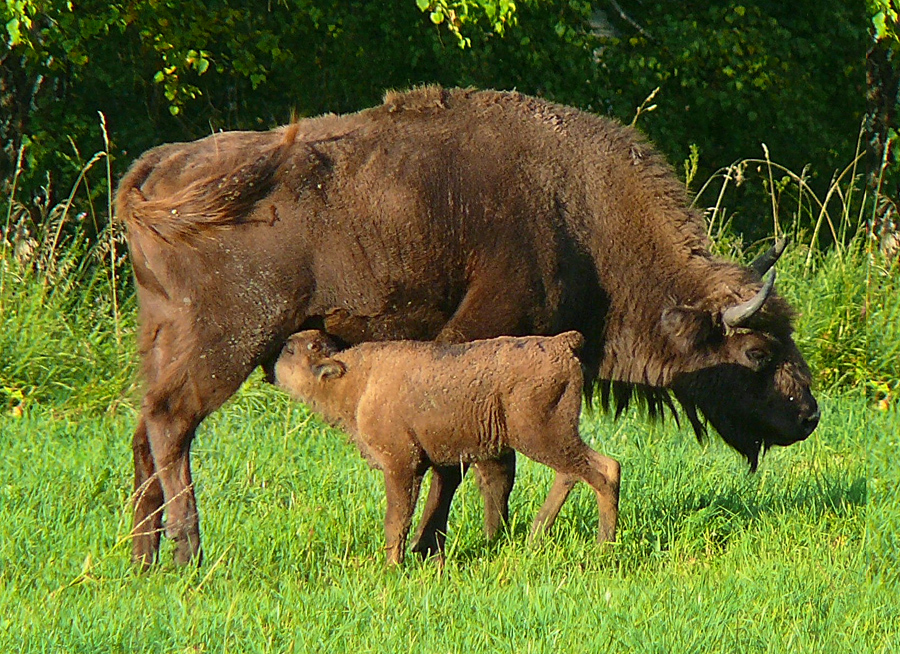
Wisentkuh mit Kalb (Bos bonasus)

Rinder erreichen eine Kopf-Rumpf-Länge von 1,60 m bis 3,50 m, wozu noch ein bis zu 1,00 m langer Schwanz kommt. Die Schulterhöhe variiert von 0,70 m bis 2,00 m, das Gewicht von 150 kg bis über 1000 kg (spanische „Kampfstiere“ um 500 kg). Diese Tiere weisen einen stämmigen Rumpf mit kräftigen Gliedmaßen auf. Das Fell ist meist in Grau-, Braun- oder Schwarztönen gefärbt, die Länge und Beschaffenheit variiert je nach Lebensraum. Beide Geschlechter tragen Hörner, die der Weibchen sind jedoch kleiner und dünner. Die Hörner sind im Gegensatz zu denen vieler anderer Hornträger glatt. Wie alle Wiederkäuer haben Rinder einen mehrkammerigen Magen, der ihnen die Verwertung von schwer verdaulicher Pflanzennahrung ermöglicht.

## Verbreitung und Lebensweise
Das ursprüngliche Verbreitungsgebiet der Rinder umfasste Nordamerika, Eurasien und Afrika. Sie bewohnen eine Reihe von Lebensräumen, bevorzugen jedoch vorwiegend offene Waldgebiete und Grasländer. Sie leben meist in Herden unterschiedlicher Sozialstruktur zusammen und sind Pflanzenfresser. 

## Rinder und Menschen

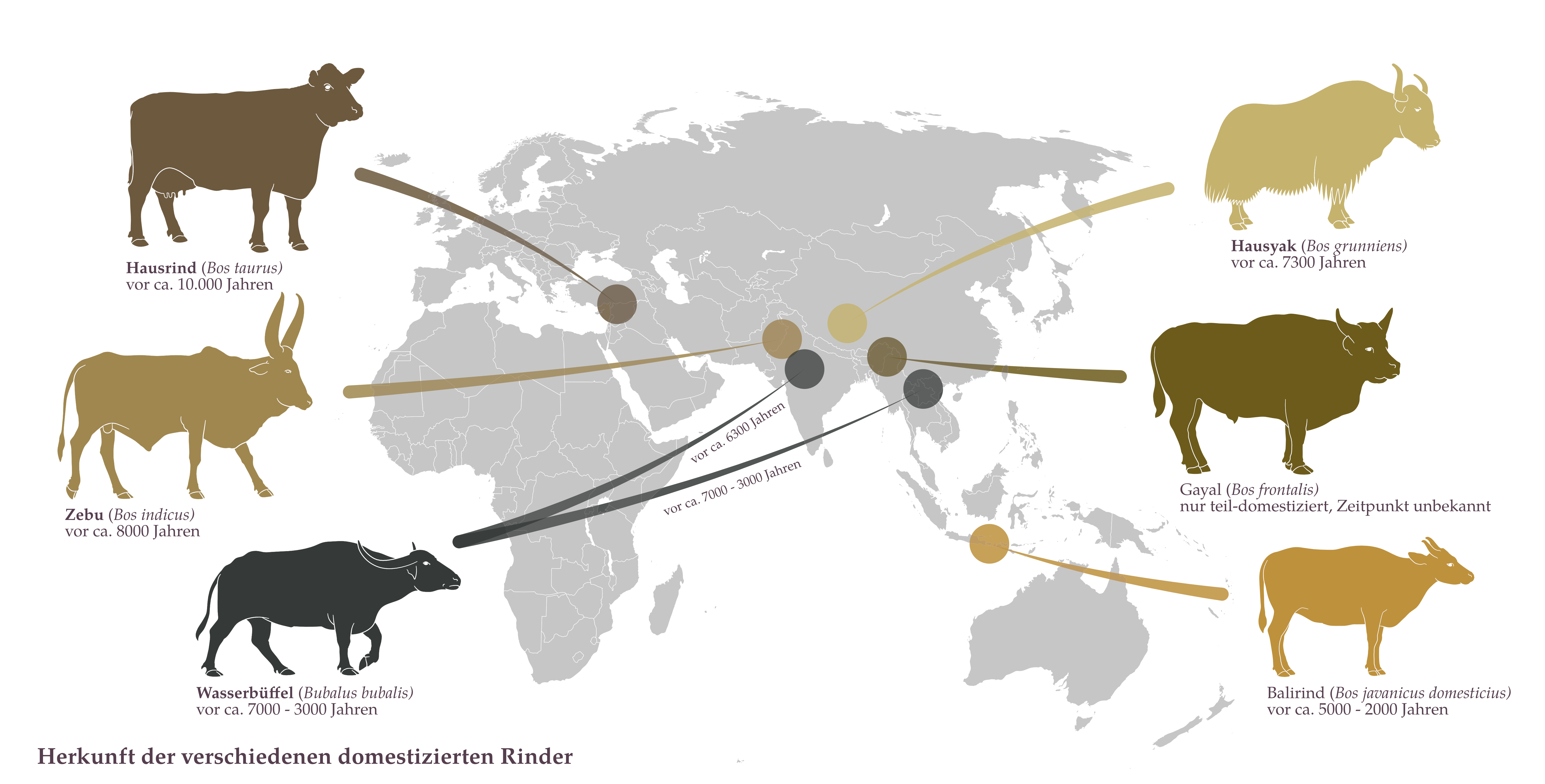
Herkunft der verschiedenen domestizierten Rinder

Mindestens fünf, möglicherweise sechs Rinderarten, Auerochse (Bos primigenius einschließlich Bos namadicus), Banteng (Bos javanicus), Gaur (Bos gaurus), Yak (Bos mutus) und Wasserbüffel (Bubalus arnee) wurden domestiziert; insbesondere der nahöstliche Auerochse in seiner domestizierten Form als Hausrind (kurz „Rind“, wie „Kuh“ und „Ochse“ zu indogermanisch *ker ‚Horn‘) und der Wasserbüffel haben dadurch eine weltweite Verbreitung erlangt und kommen in verwilderten Populationen auch in Regionen vor, in denen ursprünglich keine Rinder beheimatet waren, z. B. in Australien. Im Gegensatz dazu sind die meisten wildlebenden Arten in ihrem Bestand bedroht. Der Auerochse ist im 17. Jahrhundert ausgestorben, der Kouprey wohl in den 1980er Jahren. Der Tamarau wird von der IUCN als vom Aussterben bedroht gelistet, viele andere Arten gelten als gefährdet.

## Systematik
Stammesgeschichtlich sind die Rinder eine recht junge Gruppe. Erst im Pliozän sind die frühesten Rinder fossil belegt. Sie verbreiteten sich mutmaßlich von Asien aus über Europa, Nordamerika und Afrika. Vor allem im Pleistozän waren sie artenreich vertreten.

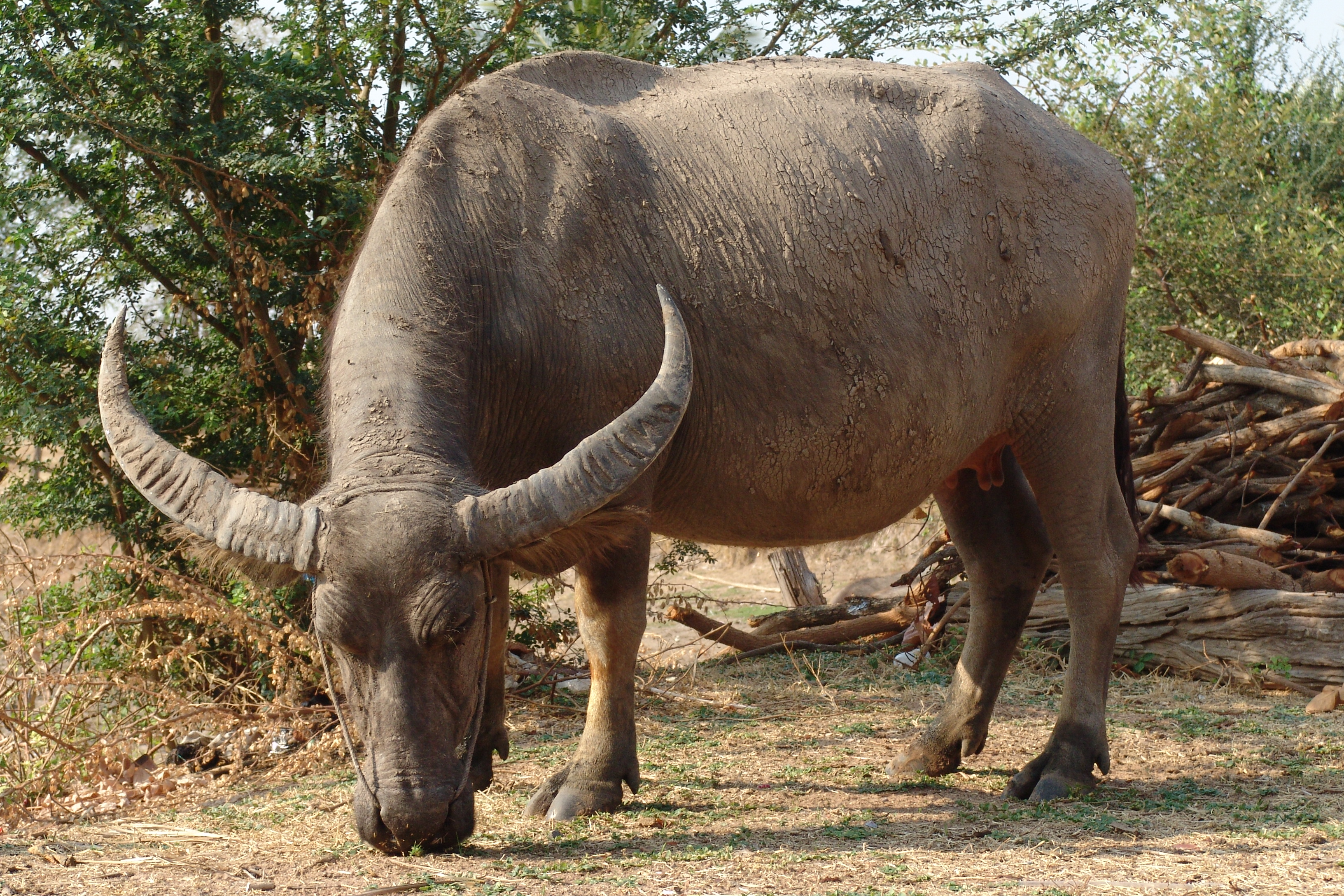
Domestizierter Wasserbüffel (Bubalus arnee)

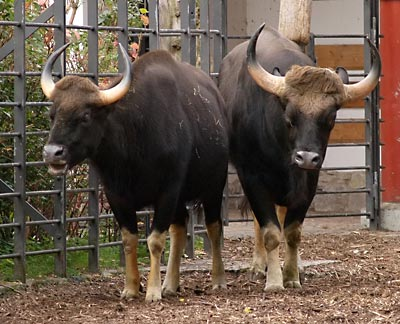
Gaur (Bos gaurus)

Im hier verwendeten engeren Sinn umfassen die Rinder vier Gattungen mit insgesamt 17 Arten, von denen zwei rezent ausgestorben sind:
- Tribus Bovini Gray, 1821 (Rinder)

- Gattung Eigentliche Rinder (Bos Linnaeus, 1758)

- Amerikanischer Bison (Bos bison Linnaeus, 1758; auch Bison bison)

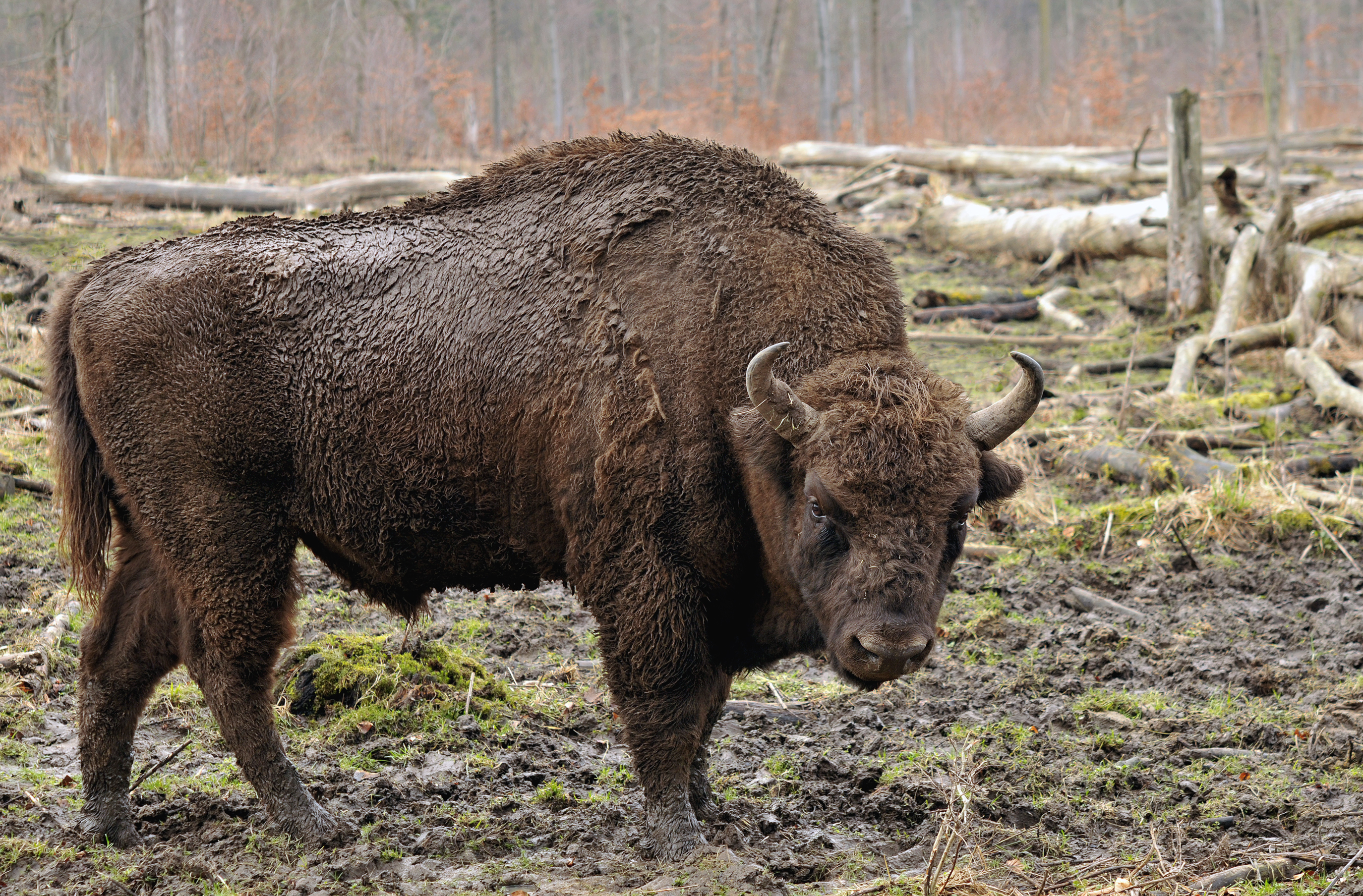
Der Wisent oder Europäische Bison ist seit den 1920er Jahren akut vom Aussterben bedroht. In Deutschland existieren seit Auswilderungsversuchen im Jahr 2013 etwa 25 wildlebende Wisente (Stand: Dezember 2019).

- Wisent (Bos bonasus Linnaeus, 1758; auch Bison bonasus)
- † Bergwisent (Bos caucasicus Satunin, 1904; auch Bison caucasicus)
- Gaur (Bos gaurus C. H. Smith, 1827); aus dieser Art wurde der Gayal (Bos frontalis) domestiziert
- Banteng (Bos javanicus d’Alton, 1823); aus dieser Art wurde das Balirind domestiziert
- Yak (Bos mutus Przewalski, 1883); aus dieser Art wurde die Haustierform Bos grunniens domestiziert
- † Auerochse (Bos primigenius Bojanus, 1827); aus dieser Art wurde das Hausrind (Bos taurus) domestiziert; häufig wird das Zebu (Bos indicus) ebenfalls auf diesen zurückgeführt, dessen Ausgangsform aber teilweise auch als eigenständige Art gilt und dann die Bezeichnung Bos namadicus trägt
- Kouprey (Bos sauveli Urbain, 1937); wahrscheinlich ist diese Art ausgestorben

- Gattung Asiatische Büffel (Bubalus C. H. Smith, 1827)

- Wasserbüffel oder Arni (Bubalus arnee (Kerr, 1792)); aus dieser Art wurde die Haustierform Bubalus bubalis domestiziert
- Tiefland-Anoa oder Anoa (Bubalus depressicornis (C. H. Smith, 1827))
- Tamarau oder Mindoro-Büffel (Bubalus mindorensis Heude, 1888)
- Berg-Anoa (Bubalus quarlesi (Ouwens, 1910)); die Art ist nicht allgemein anerkannt und wird in der Regel zusammen mit dem Tiefland-Anoa geführt

- Gattung Syncerus Hodgson, 1847

- Sudan-Büffel (Syncerus brachyceros (Gray, 1837))
- Kaffernbüffel (Syncerus caffer (Sparrman, 1779))
- Virunga-Büffel (Syncerus matthewsi Lydekker, 1904)
- Rotbüffel (Syncerus nanus (Boddaert, 1785))

- Gattung Pseudoryx Dung, Giao, Chinh, Tuoc, Arctander & MacKinnon, 1993

- Saola oder Vietnamesisches Waldrind (Pseudoryx nghetinhensis Dung, Giao, Chinh, Tuoc, Arctander & MacKinnon, 1993)

Die Abgrenzung ist dabei umstritten. So wird die Vierhornantilope manchmal ebenfalls zu den Rindern gestellt, teilweise gilt Bison als identisch mit Bos. In die nähere Verwandtschaft der Bovini gehören die Boselaphini und die Tragelaphini. Alle drei Triben bilden zusammen die Unterfamilie der Bovinae innerhalb der Hornträger.
Ursprünglich wurde die Gattung Bison mit dem Amerikanischen Bison (Bos bison) und dem Wisent (Bos bonasus) von den Eigentlichen Rindern (Bos) abgetrennt. Eine im Jahr 2004 veröffentlichte molekulargenetische Studie, basierend auf mitochondrialer DNA, vorgestellt von Alexandre Hassanin und Anne Ropiquet, kam zu einem anderen Schluss (Bubalus mindorensis und Bubalus quarlesi sind in dieser Systematik nicht erfasst). Demnach ist der Amerikanische Bison näher mit dem Yak, der Wisent dagegen mit dem Hausrind (beziehungsweise dem Auerochsen) verwandt. Zu beachten ist dabei jedoch, dass eine Untersuchung mitochondrialer DNA nur matrileneare Verwandtschaftsverhältnisse beschreibt und damit nur einen kleinen Ausschnitt der möglichen Verwandtschaftsverhältnisse. Untersuchungen der (ebenfalls nur einen kleinen Ausschnitt der möglichen Verwandtschaftsverhältnisse beschreibenden) paternal vererbten Y-Chromosomen stützen dagegen die klassische Systematik mit der Aufteilung in die Gattungen Bos und Bison. Ein Erklärungsansatz für diese widersprechenden Ergebnisse matrilinearer und patrilinearer Phylogenetik ist, dass der neuzeitliche Wisent durch eine ingressive Verdrängungseinkreuzung männlicher Bison-Vertreter (z. B. Steppenwisent Bos priscus) in eine Population von Bos-Kühen entstanden ist, Dies würde bedeuten, dass (a)  prähistorische Bison-Bullen sich mit prähistorischen Bos-Kühen gepaart haben, so dass nur Bison-Y-Chromosomen und Bos-Mitochondrien weitergegeben wurden, und (b), dass die daraus hervorgegangenen Hybridpopulationen über genügend viele Generationen von Nachkommen hinweg ausschließlich von Bison-Bullen gedeckt wurden, um den Phänotyp dieser Hybridpopulationen wieder ununterscheidbar vom Bison-Phänotyp zu machen.